# Неа Каликратия
Неа Каликратия (на гръцки: Νέα Καλλικράτεια) е градче в Егейска Македония, Гърция, в дем Неа Пропонтида, административна област Централна Македония. Според преброяването от 2001 година Неа Каликратия има 6204 жители.

## География
Неа Каликратия е разположен в западната част на Халкидическия полуостров, на брега на Солунския залив.

## История

### Античност и Средновековие
В района е открито праисторическо селище. От класическия период датира Неакаликратийската погребална стела, която е блестящо доказателство за просперитета на района. Стелата, датирана в 440 г. пр. Хр. и изложена в Солунския археологически музей, е най-старият и най-важният релеф открит в Северна Гърция.
По византийско време на мястото на Неа Каликратия има земеделско стопанство, принадлежащо на светогорския манастира Ксенофонт, наречено Стомио.
На 1 километър северозападно е византийската църква „Свети Трифон“.

### В Гърция
Неа Каликратия е основано в 1922 година от гърци бежанци от тракийското градче, предградие на Цариград Каликратия, днес Мимарсинан.
| Име       | Име         | Ново име  | Ново име     | Описание                          |
| --------- | ----------- | --------- | ------------ | --------------------------------- |
| Цебедзи   | Τσέμπετζι   | Лофискос  | Λοφίσκος     | местност на ССИ от Неа Каликратия |
| Боботейка | Μπομποτέΐκα | Боботейка | Μπομποταίϊκα | местност на ИСИ от Неа Каликратия |
| Далян     | Νταλιάνι    | Стенома   | Στένωμα      |                                   |